# Circuito Vasco Sameiro
Het Circuit Vasco Sameiro, ook bekend als Circuito do Braga is een circuit in Palmeira, Portugal. Het circuit werd aangelegd in 1990 rond een lokale vliegbasis.
Op het kartcircuit dat op het terrein gevestigd is werd tussen 2000 en 2005 een race om het Wereldkampioenschap Karting verreden.
Naast races om Portugese auto- en motorsportkampioenschappen wordt het circuit momenteel uitsluitend gebruikt als racelocatie voor een manche in de ETCC.